# Aplidium oculatum
Aplidium oculatum är en sjöpungsart som beskrevs av Beniaminson 1974. Aplidium oculatum ingår i släktet Aplidium och familjen klumpsjöpungar. Inga underarter finns listade i Catalogue of Life.